# فيلي همفري
فيلي همفري (بالإنجليزية: Willie Humphrey)‏ هو عازف جاز أمريكي، ولد في 29 ديسمبر 1900، وتوفي في 7 يونيو 1994.

## روابط خارجية
- فيلي همفري على موقع ميوزك برينز (الإنجليزية)
- فيلي همفري على موقع أول ميوزيك (الإنجليزية)
- فيلي همفري على موقع ديسكوغز (الإنجليزية)